# کنتن ژورگی
کنتن ژورگی (فرانسوی: Quentin Jaurégui‎؛ زادهٔ ۲۲ آوریل ۱۹۹۴) دوچرخه‌سوار اهل فرانسه است.
از باشگاه‌هایی که در آن رکاب زده‌است می‌توان به آژ۲آر لا موندیال، روبه–لیل متروپول، و تیم سانوب اشاره کرد.